# Francisco Gómez de Sandoval y Rojas
Francisco Gómez de Sandoval-Rojas y Borja , mais conhecido como Francisco de Sandoval y Rojas ( Tordesillas , 1553 - Valladolid , 17 de maio de 1625), foi o 5.º Marquês de Dénia , Sommelier de Corpo , Sênior e Valladolid Equerry de Filipe III (1598). -1621), I Duque de Lerma (1599), I Conde de Ampudia (1602) e Cardeal (1618).
Gómez de Sandoval-Rojas nasceu em Tordesilhas e foi educado na corte de Filipe II. O seu avô materno era Francisco de Borja (São Francisco de Borja) e pertencia a uma família com tradição na posição de Adelantado de Castela desde 1412.
Ele foi o homem mais poderoso do reinado de Filipe III. Ficou imensamente rico à custa de saber lidar com o tráfico de influência, a corrupção e a venda de cargos públicos. Para demonstrar o seu poder como patrono da Vila Ducal de Lerma, em Burgos, utilizou parte da sua fortuna para a ampliar e embelezar, contratando os mais destacados arquitectos e utilizando os melhores materiais. A maior parte dos seus edifícios foram projectados pelo seu arquitecto de confiança, o frade carmelita descalço Alberto de la Madre de Dios , a quem a colegiada e os conventos de La Encarnación, San Blas, Santo Domingo e Santa Teresa, bem como a conclusão do ducal palácio, que Francisco de Mora tinha planeado .
Devido à sua posição como ministro do rei, tornou-se o homem mais próximo e de maior confiança do monarca, conseguindo mesmo que transferisse a Corte de Madrid para Valladolid (1601). O duque realizou uma magistral operação imobiliária seis meses antes da mudança, comprando imóveis e investindo em benefício próprio. Isto é o que é hoje conhecido como especulação . Algumas destas propriedades, como a chamada Huerta de la Ribera, foram vendidas anos depois ao rei, poucos meses antes do regresso da corte a Madrid. Comprou também a Francisco de los Cobos um palácio , edifício que também vendeu no ano seguinte ao rei e que foi convertido em palácio real.
O regresso da corte de Filipe III a Madrid em 1606 deveu-se também à influência e ao conselho do duque de Lerma. Os historiadores pensam que este regresso foi preparado com antecedência e que o duque nunca teve a intenção de abandonar completamente Madrid. Sabe-se pelos documentos preservados que já em 1603 existiram certas manobras e acordos entre o prefeito de Madrid e o duque.

## Biografia

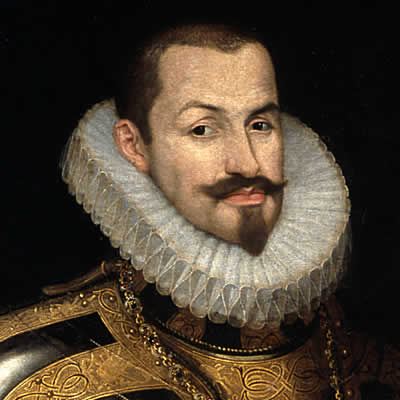
El duque de Lerma, por Juan Pantoja de la Cruz (hacia 1600)

Francisco de Sandoval pertencia a uma família da nobreza espanhola. Seus pais eram Francisco Gómez de Sandoval y Zúñiga, Marquês de Dénia, e Isabel de Borja y Castro, filha do santo jesuíta Francisco de Borja (quando ainda era o 4.º Duque de Gandía ). Seu tio, o arcebispo de Sevilha, Cristóbal Rojas Sandoval, educou-o na corte madrilena de Filipe II e conseguiu apresentá-lo à posição de menino do príncipe Carlos, filho de Filipe II e da sua primeira esposa Maria Manuela de Portugal.
Com a morte do pai, Francisco fica como chefe e responsável pela família, com mais dívidas do que receitas. Mas a ascensão em sua carreira começou logo com sua primeira posição como cavalheiro nos aposentos do rei. Mais tarde, em 1592, tornou-se cavalheiro da casa do Príncipe Filipe (futuro Filipe III), altura em que começou a grande amizade entre os dois personagens. Algumas pessoas da corte do rei Filipe II puderam perceber desde o início a grande influência que o futuro duque de Lerma exercia sobre o príncipe e recomendaram que o rei o afastasse por algum tempo. Foi assim que o rei o nomeou vice-rei de Valência em 1595 , cargo que ocupou durante dois anos. Ao retornar a Madrid, o próprio príncipe Felipe solicitou sua nomeação como escudeiro-chefe.
Quando o príncipe Filipe subiu ao trono como Filipe III, pretendia ter como amigo, conselheiro e homem de total confiança Francisco de Sandoval, que a partir de então era o verdadeiro “rei” de Espanha. Cercou-se de uma equipe de pessoas em quem confiava e distribuiu os cargos mais importantes da corte entre seus familiares e amigos. Um desses personagens foi Rodrigo Calderón de Aranda , que se dizia ser “o válido do válido”. Em 1599, Filipe III concedeu-lhe o título de Duque de Lerma e assim ingressou na categoria de nobre de Espanha . A sua irmã, Catalina de Zúñiga (1555-1628), era casada com o 6.º Conde de Lemos .

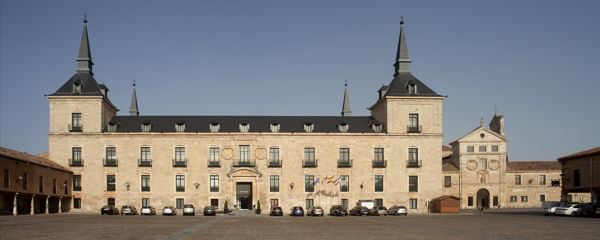
Palacio ducal en Lerma.

Em 1601 a corte mudou-se para a cidade de Valladolid; Será um breve período até 1606, quando voltará novamente a Madrid. Esta transferência deve-se ao Duque de Lerma que aconselhou o rei a fazê-lo. Os historiadores acreditam que foram dois os motivos que levaram o duque a conseguir esta transferência: o primeiro, para distanciar o rei da influência da sua tia, a imperatriz Maria de Áustria (confinada no convento das Descalzas Reales em Madrid), que não o fez. ver com bons olhos a obra de Dom Francisco; e a segunda razão, os importantes benefícios financeiros que esta mudança significou para ele.
O poder do Duque de Lerma era imenso: administrou o selo real como Sommelier de Corps , conseguiu controlar o reino e tomar todas as decisões políticas sozinho entre 1599 e 1618. Os incidentes mais importantes do seu mandato ocorreram em 1609 com a assinatura do a trégua com os Países Baixos e a expulsão dos mouros . Em 1613 ocorreu também o Motim de Arganda , uma rebelião anti-senhorita na vila de Arganda del Rey motivada pela perda do privilégio de ser vila real para passar sob a jurisdição do Duque de Lerma. Outras crises ocorreram num âmbito menos político e social: a morte de sua esposa em 1603, a queda e julgamento de Pedro Franqueza e Lorenzo Ramírez de Prado em 1607, as críticas e perseguições contra Rodrigo Calderón a partir de 1608, a crescente divisão entre seus parentes e obras, especialmente depois de 1613...
A rainha Margarita, esposa de Filipe III , não apoiava os abusos e a influência do duque de Lerma, e ao seu redor também tinha muitos conselheiros insatisfeitos. Houve uma investigação das finanças (processo de audiência) que revelou a rede de corrupção e irregularidades. Começaram a cair culpados e implicados, entre outros, o valete do duque, Rodrigo Calderón de Aranda , que foi executado na Plaza Mayor de Madrid em 1621. A pressão foi desencadeada contra o regime e, em resposta aos acontecimentos, o duque aplicou um estratagema que salvará a sua vida: solicita a Roma o capelo cardeal que lhe foi concedido em 1618 como cardeal sacerdote de San Sisto , ao mesmo tempo que o rei lhe dá permissão para se retirar para as suas propriedades na cidade de Lerma . Quando Filipe III estava prestes a morrer, perdoou muitos presos que vieram visitá-lo, e com esse objetivo o duque tentou aproximar-se, o que não conseguiu porque o conde de Olivares, futuro guardião de seu filho Filipe IV, ordenou-lhe ser detido no caminho. Filipe III morreu e o conde de Olivares ordenou-lhe que residisse em Tordesilhas , mas ele não obedeceu e recorreu ao papa. Gregório XV e o sagrado colégio dos cardeais defenderam-no, considerando o seu exílio um ataque à liberdade eclesiástica e ao prestígio do cardinalato. Sob o reinado de Filipe IV , iniciado em 1621, o duque de Lerma foi despojado de parte da sua riqueza. O cardeal foi condenado em 3 de agosto de 1624 a devolver ao reino mais de um milhão de ducados . O duque de Lerma morreu em 1625 em Valladolid , retirado da vida pública.
Quando lhe foi concedido o cardinalato, espalhou-se por Madrid uma canção que dizia: “Para não morrer enforcado, / o maior ladrão de Espanha / vestido de vermelho”.
No entanto, esta versão que ganhou raízes populares na época, e que colocaria o Duque de Lerma como corrupto, é completamente discutida por historiadores como Hermida Balado, Germán Vázquez ou Mónica Martínez García, que colocam o Duque como vítima de uma conspiração , orquestrada por Gaspar de Guzmán y Pimentel , conde-duque de Olivares, por Luis de Aliaga , um dominicano aragonês nomeado confessor do rei por influência do de Lerma, e pelo seu próprio filho , o duque de Uceda , ansioso por substituir seu pai nas privatizações e, ao mesmo tempo, para evitar que a Galiza conseguisse o voto nas Cortes , luta liderada por Pedro Fernández de Castro y Andrade , presidente do Conselho da Itália na época da queda de Lerma e seu principal protegido; Castro apresentou sua renúncia após a queda de Lerma, acreditando que estava sob uma conspiração judicial. [ carece de fontes ]

## Casamento e descendência

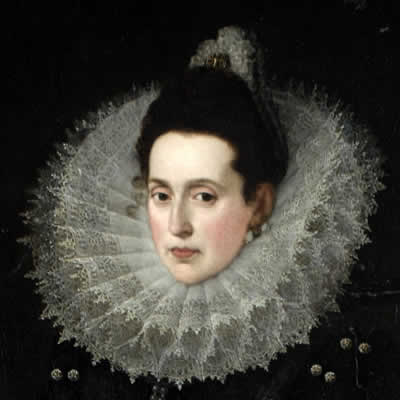
Catalina de la Cerda, esposa del duque de Lerma.

Casou-se com Catalina de la Cerda (1551-2 de julho de 1603), filha do IV Duque de Medinaceli . 1 Desta união nasceram cinco filhos:
- Cristóbal Gómez de Sandoval-Rojas (1577-1624), 1.º Duque de Uceda, que sucedeu ao seu pai como válido do rei Filipe III.
- Juana de Sandoval, casada com o João Manuel Peres de Gusmão, 8.º Duque de Medina Sidónia; Desta união nasceu Luísa de Gusmão, que se tornou rainha de Portugal pelo seu casamento com o rebelde VIII Duque de Bragança, tornando-a e ao seu pai os antepassados da dinastia portuguesa de Bragança e de várias outras casas reais europeias.
- Diego Gómez de Sandoval y de la Cerda , casado com Luisa de Mendoza , filha de Ana de Mendoza de la Vega y Luna , e casou-se novamente com Mariana Fernández de Córdoba y Castilla, desta união nasceu o V Duque de Lerma.
- Catalina de la Cerda Sándoval y Zúñiga, casada com Pedro Fernández de Castro e Andrade VII conde de Lemos, sem descendência.
- Francisca de Sandoval y Rojas, casada pela primeira vez com Diego López de Zúñiga Avellaneda e pela segunda vez com Lope de Avellaneda.